# Thomas Haden Church
Thomas Haden Church (nome artístico de Thomas Richard McMillen; Yolo, 17 de junho de 1960) é um ator americano. Depois do sucesso na década de 1990 com a série de televisão Wings, Church tornou-se conhecido por seus papéis no cinema, como seu desempenho em Sideways que lhe rendeu uma indicação ao Óscar e seu papel como Homem-Areia em Homem-Aranha 3. Sua estreia como diretor foi em Rolling Kansas.

## Biografia
Thomas Richard McMillen, o quarto de seis filhos, nasceu a 17 de junho de 1960, em Yolo, na Califórnia. O pai era um oficial do Exército e a mãe representante de vendas de uma companhia telefônica. Thomas foi criado com o sobrenome de seu padrasto, "Quesada", e mais tarde mudou seu sobrenome para "Haden Church" (ambos os nomes estão em sua árvore genealógica). Cresceu em Laredo no Texas, e graduou-se na Harlingen High School, Harlingen em 1979, passando a frequentar a University of North Texas. No início da carreira, foi disc-jockey na rádio e fez vozes em anúncios. Estreou no cinema em 1988 com o filme independente Stolen Moments, interpretando um sociopata.
No ano seguinte, teve um dos seus papéis mais memoráveis na série televisiva cómica da NBC Wings: o adorável mentecapto Lowell Mather. Manteve-se na série até 1995, tendo granjeado grande visibilidade pelo seu papel. Ainda em 1989, teve uma participação especial num episódio da famosa série Cheers (Aquele Bar), interpretando um pinguim em patins.
Estreou-se em 1993 nos telefilmes interpretando um detetive em Fugitive Nights: Danger in the Desert, no mesmo ano em que participou também em Tombstone, de George P. Cosmatos.
Em 1995, protagonizou a sitcom da Fox Ned and Stacey, fazendo o papel de Ned Dorsey, contracenando com Debra Messing numa dupla de considerável charme e humor. Após o cancelamento desta série, em 1997, interpretou o papel de vilão na comédia George of the Jungle, seguindo-se diversos papéis secundários em filmes como One Night Stand (1997), 3000 Miles to Graceland (2001), com Kurt Russell e Kevin Costner, ou Lone Star State of Mind (2002).
Na sequência de um certo impasse na sua carreira como ator, fez uma incursão por trás das câmaras escrevendo e realizando em 2003 a comédia independente Rolling Kansas.
Em 2004, teve o grande momento da sua carreira quando participou na aclamada comédia dramática de Alexander Payne Sideways. Contracenando com Paul Giamatti, interpretou o papel de um ator de telenovelas que faz uma viagem de despedida de solteiro, acabando afogado em vinho e mulheres. Por este excelente desempenho, recebeu inúmeros prêmios da crítica, o Independent Spirit Awards e as nomeações para o Oscar de Melhor Ator Coadjuvante e para o Globo de Ouro na mesma categoria.

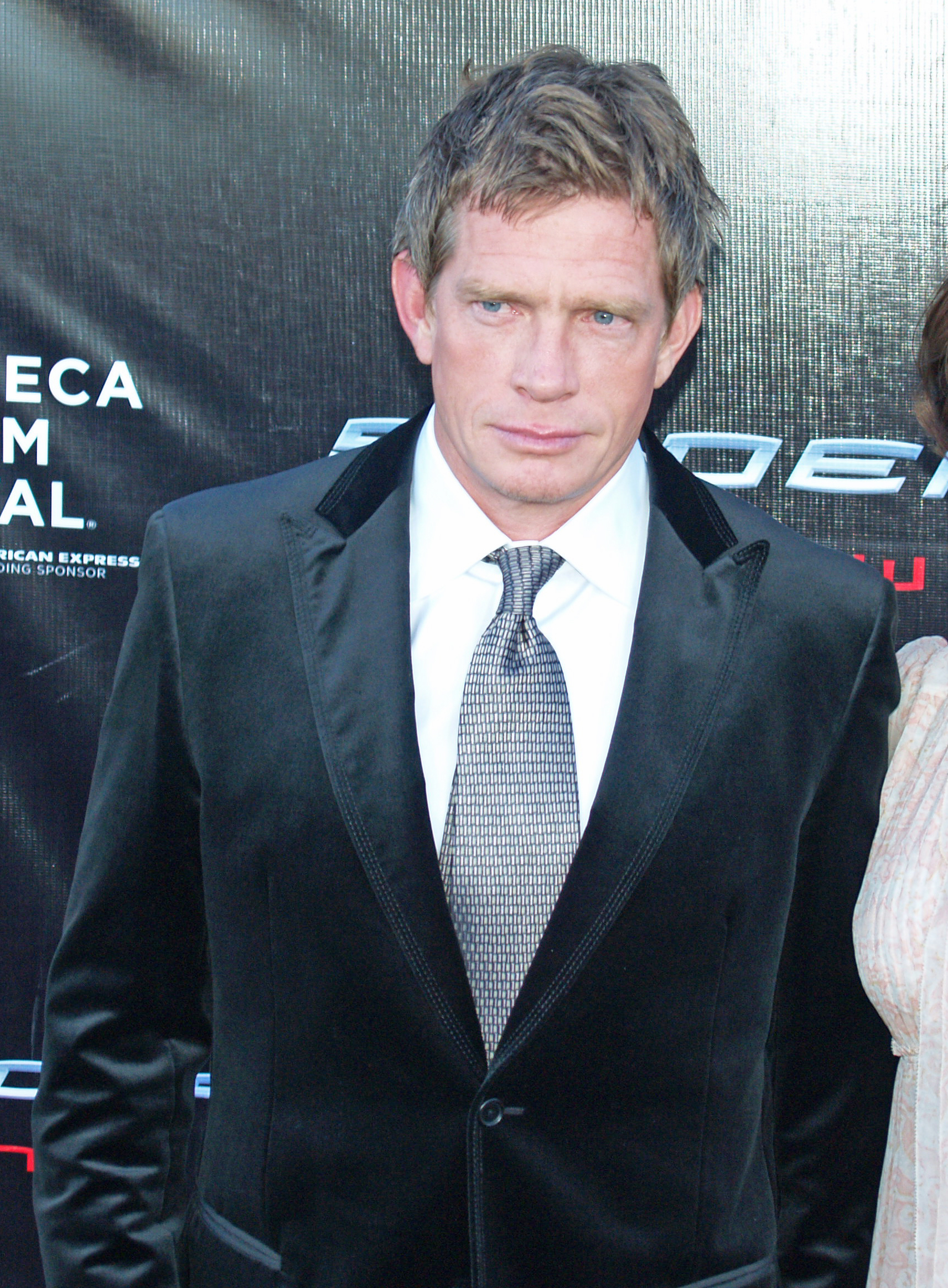
Thomas na estreia de Homem-Aranha 3, em abril de 2007.

Ele já apareceu em filmes como Idiocracy, além de dublagem em filmes como Over the Hedge e Charlotte's Web, também estrelou em uma das maiores produções televisivas do AMC, Broken Trail, com Robert Duvall, em 2006, pelo qual ganhou um Emmy. Em 2007, foi escalado para encarnar o vilão Flint Marko/Homem-Areia no filme Homem-Aranha 3, de Sam Raimi.
Em 2005, ele foi convidado a integrar a Academia de Artes e Ciências Cinematográficas. Em 16 de setembro de 2007, ele ganhou um prêmio Emmy de Melhor Ator Coadjuvante em Minissérie ou Filme por seu papel de Tom Harte em Broken Trail.
Em outubro de 2008, Church apareceu em um vídeo no funnyordie.com assumindo o papel da fictícia média norte-americana, Joe Six Pack, que ficou famosa na campanha presidencial de John McCain e Sarah Palin. O vídeo intitulado "Thomas Haden Church vs Joe the Plumber" tem Joe Six Pack (Church), tendo como seu rival de colarinho azul, Joe the Plumber. Church também estrelou na websérie Zombie Roadkill do canal a cabo Fearnet, ao lado de David Dorfman e sob a direção do produtor David Green.

## Vida pessoal
Church reside em seu rancho no Condado de Bandera, estado do Texas, que comprou em 1998.

## Filmografia
| Ano  | Título                             | Papel                   | Notas |
| ---- | ---------------------------------- | ----------------------- | --- |
| 1993 | Tombstone                          | Billy Clanton           | |
| 1995 | Tales from the Crypt: Demon Knight | Barata                  | |
| 1997 | One Night Stand                    | Don                     | |
| 1997 | George of the Jungle               | Lyle van de Groot       | |
| 1998 | Susan's Plan                       | Drew Oslett Jr.         | |
| 1998 | Free Money                         | Larry                   | |
| 1999 | Goosed                             | Steven Troy             | |
| 2000 | The Specials                       | O Strobe                | |
| 2001 | 3000 Miles to Graceland            | Quigley                 | |
| 2001 | Monkeybone                         | Death's Assistant       | não creditado |
| 2002 | The Badge                          | David Hardwick          | |
| 2002 | Lone Star State of Mind            | Assassino               | |
| 2003 | Rolling Kansas                     | Agente Madsen/Trooper   | não creditado |
| 2003 | George of the Jungle 2             | Lyle Van de Groot       | direto para vídeo |
| 2004 | Spanglish                          | Mike                    | |
| 2004 | Sideways                           | Jack Lopate             | Boston Society of Film Critics Award de Melhor Elenco Boston Society of Film Critics Award de Melhor Ator Coadjuvante Broadcast Film Critics Association Award de Melhor Elenco Broadcast Film Critics Association Award de Melhor Ator Coadjuvante Central Ohio Film Critics Award de Melhor Ator Coadjuvante Chicago Film Critics Association Award de Melhor Ator Coadjuvante Dallas-Fort Worth Film Critics Association Award de Melhor Ator Coadjuvante Florida Film Critics Circle Award de Melhor Ator Coadjuvante Iowa Film Critics Award de Melhor Ator Coadjuvante Independent Spirit Award de Melhor Ator Coadjuvante Kansas City Film Critics Circle Award de Melhor Ator Coadjuvante Los Angeles Film Critics Association Award de Melhor Ator Coadjuvante National Board of Review Award de Melhor Ator Coadjuvante National Society of Film Critics Award de Melhor Ator Coadjuvante Online Film Critics Society Award de Melhor Ator Coadjuvante Phoenix Film Critics Society Award de Melhor Ator Coadjuvante Phoenix Film Critics Society Award de Melhor Elenco San Francisco Film Critics Circle Award de Melhor Ator Coadjuvante Satellite Award de Melhor Ator Coadjuvante em Cinema SAG Award de Melhor Elenco Seattle Film Critics Award de Melhor Ator Coadjuvante Southeastern Film Critics Association Award de Melhor Ator Coadjuvante Oscar de Melhor Ator Coadjuvante Golden Globe Award de Melhor Ator Coadjuvante SAG Award de Melhor Ator Coadjuvante |
| 2006 | Over the Hedge                     | Dwayne                  | Voz |
| 2006 | Idiocracy                          | Brawndo CEO             | |
| 2006 | Charlotte's Web                    | Brooks o Corvo          | Voz |
| 2007 | Spider-Man 3                       | Flint Marko/Homem Areia | |
| 2008 | Smart People                       | Chuck Wetherhold        | |
| 2009 | Imagine That                       | Johnny Whitefeather     | |
| 2009 | Don McKay                          | Don McKay               | |
| 2009 | All About Steve                    | Hartman Hughes          | |
| 2009 | Aliens in the Attic                | Tazer                   | Voz |
| 2010 | Easy A                             | Sr. Jack Griffith       | |
| 2011 | Killer Joe                         | Ansel                   | |
| 2011 | Big Eyes                           | Walter Keane            | |
| 2011 | We Bought a Zoo                    | Duncan Mee              | |
| 2012 | John Carter                        | Tal Hajus               | pós-produção |
| 2015 | Daddy's home                       | Leo                     | |
| 2021 | Spider-Man: No Way Home            | Flint Marko/Homem-Areia | |

| Ano       | Título         | Papel           | Notas |
| --------- | -------------- | --------------- | --- |
| 1990–1995 | Wings          | Lowell Mather   | TV |
| 1995–1997 | Ned and Stacey | Ned Dorsey      | TV |
| 1998      | Mr. Murder     | Drew Oslett Jr. | Filme para TV |
| 2006      | Broken Trail   | Tom Harte       | Minissérie para TV Primetime Emmy Award de Melhor Ator Coadjuvante numa Minissérie ou Filme Golden Globe Award de Melhor Ator Coadjuvante SAG Award de Melhor Ator em Minissérie ou Filme para Televisão |
| 2016      | Divorce        | Robert DuFresne | Série de TV - HBO |

## Prêmios e indicações
- Recebeu uma indicação ao Oscar de melhor ator (coadjuvante/secundário), por Sideways - Entre umas e outras em 2004.
- Recebeu o Independent Spirit Awards de melhor ator (coadjuvante/secundário) por Sideways - Entre umas e outras.